# Laeospira berkeleyana
Laeospira berkeleyana är en ringmaskart som först beskrevs av Rioja 1942.  Laeospira berkeleyana ingår i släktet Laeospira och familjen Serpulidae. Inga underarter finns listade i Catalogue of Life.